# Carrie
Carrie – pierwsza powieść Stephena Kinga, wydana w 1974 roku. Opowiada o nieśmiałej i odrzuconej przez towarzystwo licealistce posiadającej zdolności telekinetyczne. Powieść zapewniła początkującemu pisarzowi rozgłos i opinię autora tworzącego głównie horrory. Charakterystyczna głównie ze względu na styl; duża część książki napisana jest jako powieść epistolarna, prezentując listy, wycinki z gazet, artykuły i fragmenty książek.
Wielokrotnie wydawana w Polsce, nakładem wydawnictwa Iskry (1990), Prima (1996, 1998) oraz Prószyński i S-ka (2003, 2004, 2007).

## Opis fabuły
Główną bohaterką powieści jest młoda dziewczyna – Carrie White. Wychowywana jest przez samotną matkę – fanatyczkę religijną. W szkole jest nielubiana, inni młodzi ludzie dokuczają jej. Wraz z pierwszą miesiączką, dziewczyna odkrywa w sobie moce telekinetyczne (ma między innymi możliwość przesuwania przedmiotów za pomocą myśli, może częściowo kontrolować umysły innych osób). Za ich pomocą zaczyna szukać zemsty na prześladowcach.

## Ekranizacje
Książka doczekała się kilku ekranizacji. W 1976 roku Brian De Palma zrealizował kinową adaptację powieści. Stała się ona klasyką kina grozy, a tytułową rolę zagrała Sissy Spacek. W filmie zadebiutował również John Travolta. Film doczekał się kontynuacji (Furia: Carrie 2) w 1999 roku.
Drugiej ekranizacji, tym razem telewizyjnej, dokonał w 2002 roku David Carson. Film początkowo miał być pilotem serialu, ale do realizacji kolejnych odcinków nie doszło i stał się samodzielną produkcją. Na podstawie książki powstał także broadwayowski musical.
W 2013 nakręcono trzecią ekranizację powieści, wyreżyserowaną przez Kimberly Peirce. W rolach głównych wystąpiły Chloë Grace Moretz jako Carrie White oraz Julianne Moore jako Margaret White. Film wszedł do kin w Stanach Zjednoczonych pod koniec września, a w Polsce 18 października 2013, w dystrybucji Forum Film Poland.